# Katiéna
Katiéna est une localité et une commune rurale du Mali, chef-lieu d'arrondissement dans le cercle et la région de Ségou.

## Géographie
La localité de Katiéna est située sur la route locale L533 à 85 km à l'est de Ségou. La commune rurale s'étend au nord et sur la rive gauche de la rivière Bani qui marque la limite communale au sud, elle est drainée par le marigot Fala-Katiéna affluent du Bani.
| Diouna  | Diédougou              |        |
| Cinzana | Katiéna                | Fatiné |
| Touna   | Kazangasso, Korodougou | Fani   |

## Histoire
La commune rurale de Katiéna est instaurée en 1996, elle est issue de l'arrondissement de Katiéna.

## Villages
La commune s'étend sur 27 localités relevées lors du recensement général de 2009. 
Les villages les plus peuplés sont :
- Kallan (4 165 habitants) ;
- Blan (2 877 habitants) ;
- Katiéna (2 143 habitants).

La loi 2023-007 attribue à la commune 28 villages, fractions ou quartiers :
- Katiéna
- N'Djiédougou
- Goualabou
- Dingola
- Djongoni
- Kakolo
- Welentiguila
- Bougoula Peulh
- Kasorongo
- Blan
- Falenbougou
- Dofounou
- Dougoukolomba
- Tinzana
- Famorila
- Wangana
- Togoba
- Bougan
- Kallan
- Dougakoungo
- Kokoun
- Bola
- N'Goïna
- Bolikoungo
- Famana
- Bougoula Bamanan
- Koumatiébougou
- Nogoba Wéré

## Lien
- Plan de sécurité alimentaire de la commune rurale de Katiéna 2007 2011, Archive web.